# Phasia sichuanensis
Phasia sichuanensis là một loài ruồi trong họ Tachinidae.